# Dahlen (Havelberg)
Dahlen ist ein Ortsteil der Hansestadt Havelberg im Landkreis Stendal in Sachsen-Anhalt.

## Geografie
Der Ort liegt einen Kilometer südlich von Nitzow und vier Kilometer nordnordwestlich der Hansestadt Havelberg. Die Nachbarorte sind Nitzow im Norden, Friedrichswalde im Nordosten, Waldgehöft im Osten, Julianenhof und Chausseehaus im Südosten, Toppel im Süden, Räbel im Südwesten, Werben (Elbe) im Westen sowie Kolonie Neu-Werben im Nordwesten. Der Ort liegt auf der Flur 8 im südwestlichen Teil der Gemarkung Nitzow, welche die Gemarkungsnummer 150272 führt.